# Banská Bystrica (região)
Banská Bystrica (eslovaco: Banskobystrický kraj) é uma região da Eslováquia, sua capital é a cidade de Banská Bystrica.

## Demografia
| Ano:        | 1994    | 2004    | 2014    | 2024    |
| ----------- | ------- | ------- | ------- | ------- |
| Broj ljudi: | 664 072 | 658 368 | 655 359 | 611 124 |
| Razlika:    |         | -0,85%  | -0,45%  | -6,74%  |

| Ano:               | 2023    | 2024    |
| ------------------ | ------- | ------- |
| Número de pessoas: | 614 356 | 611 124 |
| Diferença:         |         | -0,52%  |

## Distritos
|                                                                                    |                                                                                 |
| - Banská Bystrica - Banská Štiavnica - Brezno - Detva - Krupina - Lučenec - Poltár | - Revúca - Rimavská Sobota - Veľký Krtíš - Zvolen - Žarnovica - Žiar nad Hronom |